# Estádio Campeón del Siglo
O Estádio Campeón del Siglo é um estádio de futebol uruguaio localizado em Montevidéu. É a casa do Club Atlético Peñarol. Localizado cerca de 45 minutos a leste do centro de Montevidéu, a sua pedra fundamental foi colocada em 19 de dezembro de 2013 e as obras começaram em 10 de fevereiro de 2014. Pouco mais de dois anos, o estádio foi inaugurado oficialmente em 28 de março de 2016, em partida amistosa contra o River Plate, da Argentina.O primeiro gol do estádio foi marcado por Diego Forlán, aos 20 minutos do primeiro tempo.
A primeira partida oficial no estádio ocorreu em 9 de abril, em partida contra o Danubio, pelo Campeonato Uruguaio. O primeiro gol foi marcado por Albarracín, seguido por Cristian Palacios. O gol do Danubio foi marcado por Carlos Grossmüller, em partida que terminou 2 a 1 pro Peñarol. 